# Kire Ristevski
Kire Ristevski (en macédonien : Кире Ристевски), né le 22 octobre 1990 à Bitola, est un footballeur international macédonien. Il évolue au poste de défenseur central à l'AEL Limassol.

## Biographie

### En club
Ristevski débute dans le football professionnel au sein du club local du FK Pelister Bitola. Avec ce club, il dispute deux saisons avant d'être transféré au KS Elbasan, en Albanie.
Jouant peu avec le KS Elbasan, il y reste une saison. Au mercato d'hiver, il rejoint le KS Bylis Ballsh, un autre club albanais.
Le 1er janvier 2014, Ristevski s'engage avec le Slavia Sofia.
Le 9 janvier 2015, le joueur macédonien retourne en Albanie, en signant un contrat d'un an et demi avec le KF Tirana. Le 8 février 2015, il fait ses débuts avec ce club lors d'un match de championnat contre le KF Vllaznia Shkodër (victoire 1-0). Il joue un total de 16 matchs avec cette équipe, dont 13 en championnat, durant la deuxième partie de la saison 2014-15.
Il quitte le KF Tirana à la fin de la saison, après avoir affirmé qu'il n'avait pas été payé par le club pendant son séjour de six mois[réf. nécessaire].
Lors du mercato d'été de 2015, il revient dans son pays natal, en signant au FK Rabotnički.
Après une pige d'un an en Macédoine du Nord, Ristevski se lie avec le Vasas SC.
Le 21 septembre 2018, l'international macédonien s'engage avec l'Újpest FC.
Le 1er juillet 2021, Ristevski signe avec le club chypriote de l'AEL Limassol.

### En équipe nationale
Il reçoit sa première sélection en équipe de Macédoine du Nord le 5 mars 2014, en amical contre la Lettonie (victoire 2-1).
En 2021, il est retenu par le sélectionneur Igor Angelovski afin de participer au championnat d'Europe 2020.

## Palmarès
- Vainqueur de la Coupe de Hongrie en 2021 avec l'Újpest FC